# Olivia Culpo

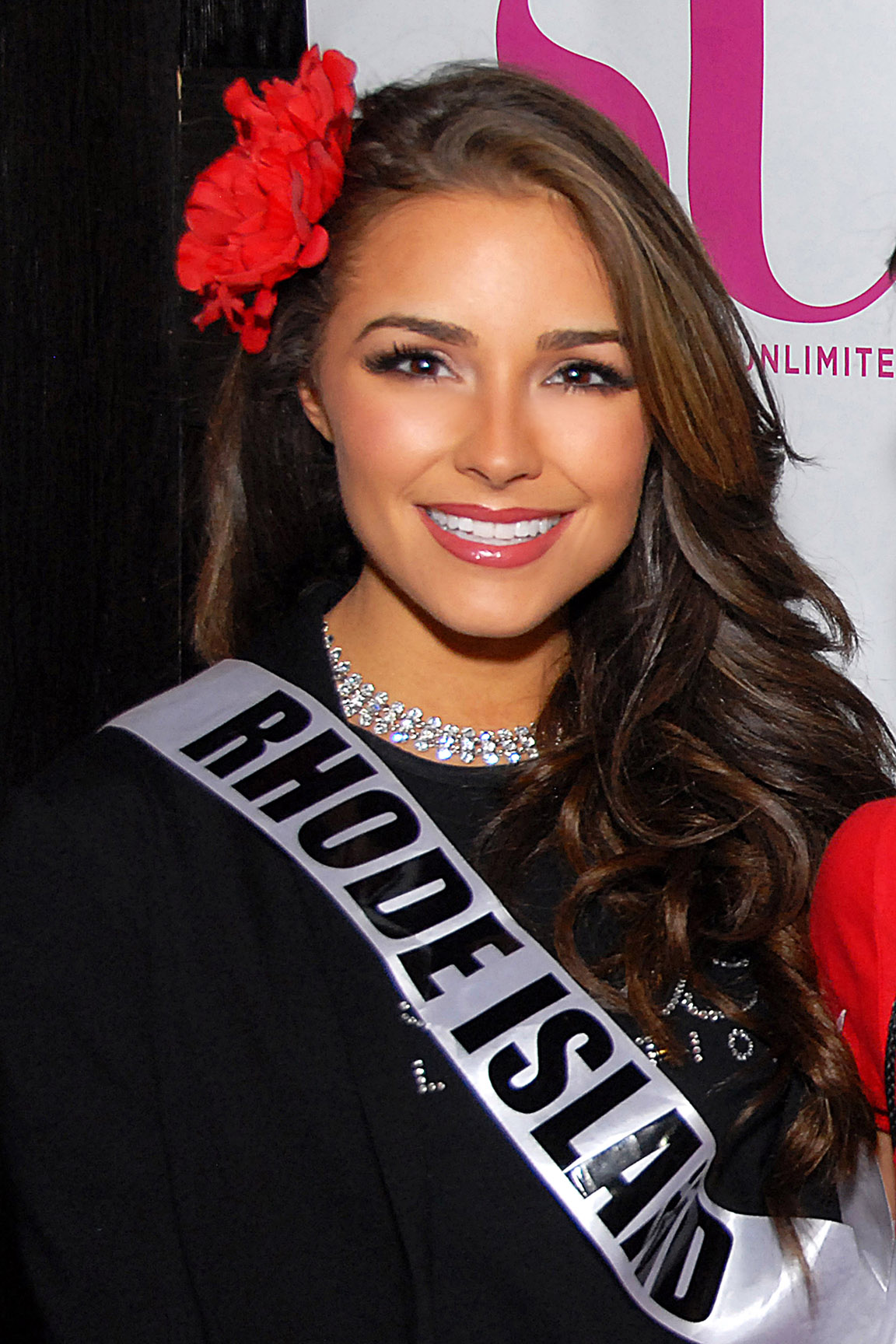
Olivia Culpo

Olivia Culpo (n. 8 mai 1992, Cranston, Rhode Island) este o americană care la un concurs de frumusețe a câștigat în anul 2012 titlul de Miss USA, iar în același an este aleasă Miss Universe.

## Date biografice
Culpo este fiica muzicienilor Peter și Susan Culpo. În anul 2010 a absolvit  St. Mary Academy. Sub influența părinților a început să studieze violoncel, și face parte din orchestra filarmonicii din Rhode Island, iar ulterior  din orchestra filarmonicii din Boston și New York. La  data de 18 septembrie 2011 este aleasă Miss Rhode Island, ca la data de 3 iunie 2012 să fie aleasă Miss USA, iar în decembrie 2012,  Miss Universe.